# 袁繼忠
袁继忠（938年—992年），并州（今山西太原）人。
袁进之子。生于后晋高祖天福三年，早年以荫补右班殿直。乾德二年征后蜀，袁继忠擔任刘廷让部下，秋毫无犯，知云安军（今四川云阳），升嘉、蜀二州监军。宋太宗继位，迁閤门祗候，太平兴国二年（977年）击破梅山峒苞汉阳部。雍熙二年，迁西上阁门使。宋太宗淳化三年（992年）卒，生前帝赐钱财巨万计，全部犒赏士卒，死后家无余财。有子袁用成，雍熙进士。

## 延伸阅读
[在维基数据编辑]
 《宋史·卷259》，出自脱脱《宋史》